# 極圏航路
極圏航路（きょくけんこうろ）は、航空路のうち、北極圏や南極圏を通過するものを指す。

## 北極圏
米連邦航空局では北緯78度以北を北極圏と定めている。これはアラスカよりも更に北の地域に相当し、シベリアも大部分は北極圏外となる。以前は連邦航空局の定義よりも広い意味で使われていて、1950年代にはヨーロッパと北米西海岸を結ぶ大圏航路一般を指した。
冷戦期に入ると、北極圏は米ソ間の緩衝地帯となった。当時、西側諸国の民間機がヨーロッパから極東地域へ向かう場合、ソビエト連邦、中華人民共和国上空は避けて飛行しなければならなかった。そのため、中東から東南アジア地域へ迂回する「南回りルート」を利用するかこの北極圏を飛び越す他なく、その「極圏航路」は西ヨーロッパ諸国の空港から北大西洋（ノルウェー海）を越えてデンマーク領のグリーンランド上空を経てアメリカ合衆国のアラスカ北海岸に向かい、アラスカ南部のアンカレッジ国際空港で給油してからソ連領のカムチャツカ半島沖合の公海上空を経て極東各地へと至る航路をとった。1978年の大韓航空902便銃撃事件は所定の極圏航路を大幅に逸れ、ソ連上空を侵犯してしまったために起きた。
冷戦の終結と共に、北極圏を突っ切る定期航路を設定できるようになった。これは米ソ両国とも北極圏を跨いだ攻撃に備える必要がなくなったためである。また、ボーイング747-400やエアバスA340のような航続距離の長い機種(7,000海里 (13,000 km)程度)の導入も航路開拓の一助となった。これ以前の冷戦中には北米からアジアへと向かう場合、共産圏を避け、西欧からのルートと同様にアラスカ-日本間の所定の航路を飛行していた。1983年の大韓航空007便撃墜事件はこのルートでの逸脱とソ連への領空侵犯によって起きた。
ロシア国内の航空管制が不十分であったことに加え、当時ロシア国内の管制業務が英語ではなくロシア語であったために、冷戦終結後も北極航路開拓には時間がかかった。1993年に米ロ航空管制協議会 (RACGAT)を設置しロシア国内での航空管制の改善が図られた。1998年夏にはロシア政府が北極航路4航路を承認し、それぞれ「Polar1, 2, 3, 4」と命名された。シベリア上空を初めて飛んだのはキャセイパシフィック航空のCX889便で、1998年7月のことだった。そして、CX889便は新香港国際空港の開業で最も早く着陸した航空便であった。
今日では、バンコク、北京、ドバイ、香港、ニューデリー、ソウル、シンガポール、東京等アジア各地から、北米のニューヨーク、シカゴ、デトロイト、ヒューストン、ロサンゼルス、サンフランシスコ、トロント、バンクーバー、ワシントンへ向かう際には一般に北極航路を利用する。

## 南極圏
南半球においては、そもそも大圏航路が南極圏を跨ぐような都市自体があまりない。南アフリカ共和国とニュージーランドを結ぶ航路があれば南極圏をかすめるが、両国間を直行する便は未だかつて設定されたことがない。
南極圏付近を航行する定期航空便としては、ニュージーランド航空のオークランド - ブエノスアイレス便、ラン航空の オークランド - サンティアゴ便、カンタス航空の シドニー - サンティアゴ便がある。巡航高度での風向や風速によっては、南緯55度まで南下することがあるが、それでも南極の氷雪よりは北を飛行する。

## 運航上の注意
米連邦航空局では「Extended Operations (ETOPS and Polar Operations)」(2008年6月13日発行)において、極圏飛行を行う際の留意点を挙げている。この手引きによると、防寒具2着、特別な通信機器の搭載、極圏飛行中の不時着用空港の指定、遭難した際の救助計画、燃料凍結防止用のモニター設置などが義務付けられている。
ジェット燃料は氷点下40度から50度を下回ると凍り始める。一般の巡航高度でもこの程度まで気温は下がるが、燃料が離陸前の温度を保つので、航行に特段支障はない。一方、極圏飛行の場合、巡航高度での気温は更に低く、また航行自体も長丁場となるため、燃料が凝固点に達することがある。現在の長距離用の航空機には燃料が凝固点に達した際に警報がなる様になっている。この場合、高度を下げ、外気温の高い位置に降下するのが一般的だが、北極圏や南極圏では成層圏が低いため、高度が高い方が気温が高い場合もある。
極圏で墜落した場合には環境が厳しく救助に時間がかかることが想定されたため、旅客機にはサバイバルキットが搭載されていた。特に北極ではホッキョクグマの襲撃に備えるため、銃器を搭載することがあった。